# Stodenesjön
Stodenesjön är en sjö i Karlstads kommun i Värmland och ingår i Göta älvs huvudavrinningsområde.